# Энтолома весенняя
Энтолома весенняя (лат. Entoloma vernum) — вид грибов семейства энтоломовые (Entolomataceae).
Синонимы:
- Entoloma cucullatum (J. Favre) Bon & Courtec. 1987
- Entoloma cucullatum (J. Favre) Cetto 1987, nom. inval.
- Entoloma cucullatum (J. Favre) M.M. Moser 1986
- Nolanea cucullata (J. Favre) P.D. Orton 1960
- Nolanea verna (S. Lundell) Kotl. & Pouzar 1972
- Rhodophyllus cucullatus J. Favre 1955
- Rhodophyllus vernus (S. Lundell) Romagn. 1947

## Биологическое описание
- Шляпка 1—6 см в диаметре, в молодом возрасте остроконической формы, затем раскрывающаяся до плоско-выпуклой, с острым бугорком в центре, гигрофанная, коричневого цвета, в центральной части более тёмная, чем ближе к краю, гладкая, шелковистая, волокнистая. Край шляпки у молодых грибов подвёрнут.
- Мякоть беловатого или буроватого цвета, обычно без особого запаха и вкуса.
- Гименофор пластинчатый, пластинки приросшие к ножке или почти свободные от неё, довольно частые, у молодых грибов беловатые, буроватые или сероватые, с возрастом розовеющие.
- Ножка 2—9 см длиной и 0,2—1 см толщиной, цилиндрической формы или сужающаяся кверху, одного цвета со шляпкой или светлее, сероватого цвета, с желтоватым оттенком, гладкая, в основании с белым мицелием. Кольцо отсутствует.
- Споровый порошок розового цвета. Споры 8—12×7—10 мкм, угловатые. Базидии четырёхспоровые, 27—50×8—16 мкм. Цистиды отсутствуют. Пилеипеллис — кутис, состоящий из цилиндрических гиф до 11 мкм толщиной.
- Энтолома весенняя считается ядовитым грибом. Близкородственные виды также ядовиты.

## Ареал и экология
Встречается одиночно или группами, на земле в широколиственных и хвойных лесах, сапротроф. Встречается с апреля по июнь.

## Родственные виды
В системе Махила Норделоса Энтолома весенняя входит в секцию Papillata. Кроме неё в эту секцию входят также Entoloma ameides (Berk. & Broome) Quél. 1880 и Entoloma sericeum (Berk.) Quél. 1872.